# Jag Niwas
El Jag Niwas o Palau del Llac és un palau d'estiu construït per Udai Singh II enmig del llac artificial Pichola a Udaipur, Rajasthan. Es va construir amb molt marbre blanc i negre durant tres anys i va ser inaugurat el 1746, al lloc on hi havia un primer palau de 1362.
Al segle xx va decaurea al segle xx. La qualitat de l'aigua va minvar, jacint d'aigua i residus van envair el llac, i de vegades sense aigua, el palau al mig de la fang perd molt encant. Als anys 1960, Maharana Bhagwat Singh va decidir de fer-ne un hotel de luxe i va encarregar el disseny a l'arquitecte, pintora i interiorista nord-americana Didi Contractor. El 1971, el grup Taj Hotels va reprendre la gestió de l'hotel.
Fritz Lang (1890-1976) el 1959 hi va rodar una part del film Der Tiger von Eschnapur  i va ser l'escenari d'Octopussy de James Bond. El 1983, la família reial dels Mewar va externalitzar una part de llurs propietats en una empresa, entre d'altres el Jag Niwas.